# Dendrelaphis wickrorum
Dendrelaphis wickrorum — вид неотруйних змій родини полозових (Colubridae). Описаний у 2020 році.

## Таксономія
Раніше його плутали з Dendrelaphis bifrenalis, але популяції Dendrelaphis bifrenalis живе у сухих зонах, а популяції у вологих зонах належать до Dendrelaphis wickrorum. Вид симпатричний з іншими видами бронзовий вужів: Dendrelaphis sinharajensis, Dendrelaphis schokari та Dendrelaphis caudolineolatus у вологій зоні.
Вид названо на честь видатного ланкійського герпетолога Мендіса Вікрамасінгхе та його дружини Нету за їхній значний внесок у герпетологію Шрі-Ланки.

## Поширення
Ендемік Шрі-Ланки. Мешкає у тропічних вологих лісах.

## Опис
Найбільшим екземпляром є самиця завдовжки 110 см, тоді як самці менші, до 79 см (31,1 дюйма). Очі трохи більші, ніж у Dendrelaphis bifrenalis. Скронева смуга закінчується відразу за шиєю, а вентролатеральна смуга продовжується до хвоста. Має розділений ніс. Спина оливково-зелена, черево коричнево-жовте. Поздовжня вентролатеральна лінія жовтого кольору починається від передньої частини тіла і продовжується до хвоста. Голова темно-оливково-зелена зі спини. Чорна смуга проходить від задньої частини носа через око до шиї.